# Цар Плъх
„Цар Плъх“ (на английски: King Rat) е първият роман на британския писател Джеймс Клавел. За първи път е издаден през 1962 г. Той е един от шестте романа на Клавел, известни като „Азиатската сага“. Някои от героите в „Цар Плъх“ присъстват и в друг роман от поредицата – „Търговска къща“.

## Сюжет
Внимание:  Текстът по-долу разкрива сюжета на произведението (или части от него)!
Действието се развива през Втората световна война. В основата на романа са заложени впечатления от действителни събития в живота на автора: като участник във войната Клавел е изпратен в японски военнопленнически лагер на индонезийския остров Ява, а впоследствие е преместен в затвора Чанги, близо до Сингапур. „Цар Плъх“ описва борбата за оцеляване на британски, австралийски и американски военнопленници в японски лагер в Сингапур. Един от главните герои е Питър Марлоу, чийто образ е създаден въз основа на младия Клавел.

## Адаптации
През 1965 г. е направен едноименен филм по романа. Това е първата филмова екранизации на роман от Клавел, последвана и от други такива. Във филма образът на Царя е променен; Клавел не одобрява това.